# Bill Haley & His Comets
Bill Haley & His Comets foi uma banda de rock and roll que teve início nos anos 1950 e que continuou até a morte de Haley em 1981. Esta banda, também conhecida pelos nomes Bill Haley and The Comets e Bill Haley's Comets, foi um dos primeiros grupos de músicos brancos a levar o rock às grandes plateias norte-americanas e ao redor do mundo. Seu líder, Bill Haley, era um músico de country; depois de gravar uma versão country de "Rocket 88", uma canção de R&B considerada o primeiro rock and roll gravado, ele mudou seu estilo para um novo som chamado rockabilly
Embora diversos integrantes do Comets tenham ficado famosos, foi Bill Haley quem permaneceu como o astro. Com sua postura energética ao palco, muitos fãs consideram-nos tão revolucionários para sua época quanto os Beatles e os Rolling Stones foram para as suas.
Mais de 100 músicos tocaram com Bill Haley & His Comets entre 1952 e 1981, muitos tornando-se favoritos dos fãs. Várias tentativas de reunir a banda têm sido feita desde os anos 80.
Os Comets originais, que tocaram com Haley entre 1954 e 1955, iniciaram uma turnê mundial em 2005, tocando em casas de concerto nos Estados Unidos e na Europa. Dois outros grupos também clamam a posse do nome Bill Haley's Comets, e também se apresentam nos Estados Unidos: um trazendo o baterista (de 1965 a 1968) John "Bam-Bam" Lane e o outro o baixista (de 1959 a 1969) Al Rappa.
Em março e julho de 2005 os integrantes do grupo de 1954-55, agora chamados simplesmente de The Comets, fizeram várias aparições em Nova Iorque e em Los Angeles como parte das comemorações dos 50 anos do rock and roll e dos 80 anos de Bill Haley. Durante um concerto em 6 de julho a filha mais nova de Bill, Gina Haley, cantou com a banda; uma aparição similar fora feita em março pelo filho mais velho de Bill, John W. Haley.
O The Comets pretendem gravar um novo CD de versões, particularmente de canções do The Who, The Beatles, Bob Dylan e de seus antigos sucessos.